# Fiend
I Fiend sono un gruppo musicale gothic/melodic death metal russo, con qualche influenza dall'elettronica, fondata nel dicembre del 2007 da Leos Hellscream, voce e chitarra del gruppo.

## Formazione
- Leos Hellscream – voce, chitarra
- Mr. Whiteman – chitarra
- Demon Ermak – basso
- Aira Deathstorm - batteria

## Discografia

### Album in studio
- 2009 – The Blooming Tremble
- 2010 – Before My Eyes...

### EP
- 2009 – The Ghost
- 2012 – EP 2012